# Tosa-Klasse
Die Tosa-Klasse (japanisch 土佐型戦艦 Tosa-gata senkan) war eine geplante Klasse von zwei Schlachtschiffen der Kaiserlich Japanischen Marine. Die beiden projektierten Schiffe wurden auf Kiel gelegt und der Bau bis zu unterschiedlichen Fertigungsstadien vorangetrieben. Gemäß den Vertragsbestimmungen von Washington (Washingtoner Flottenabkommen) wurden sie aber zum Abbruch vorgesehen. Eines der Schiffe wurde tatsächlich abgebrochen, das andere zum Flugzeugträger umgebaut.

## Entwicklungsgeschichte

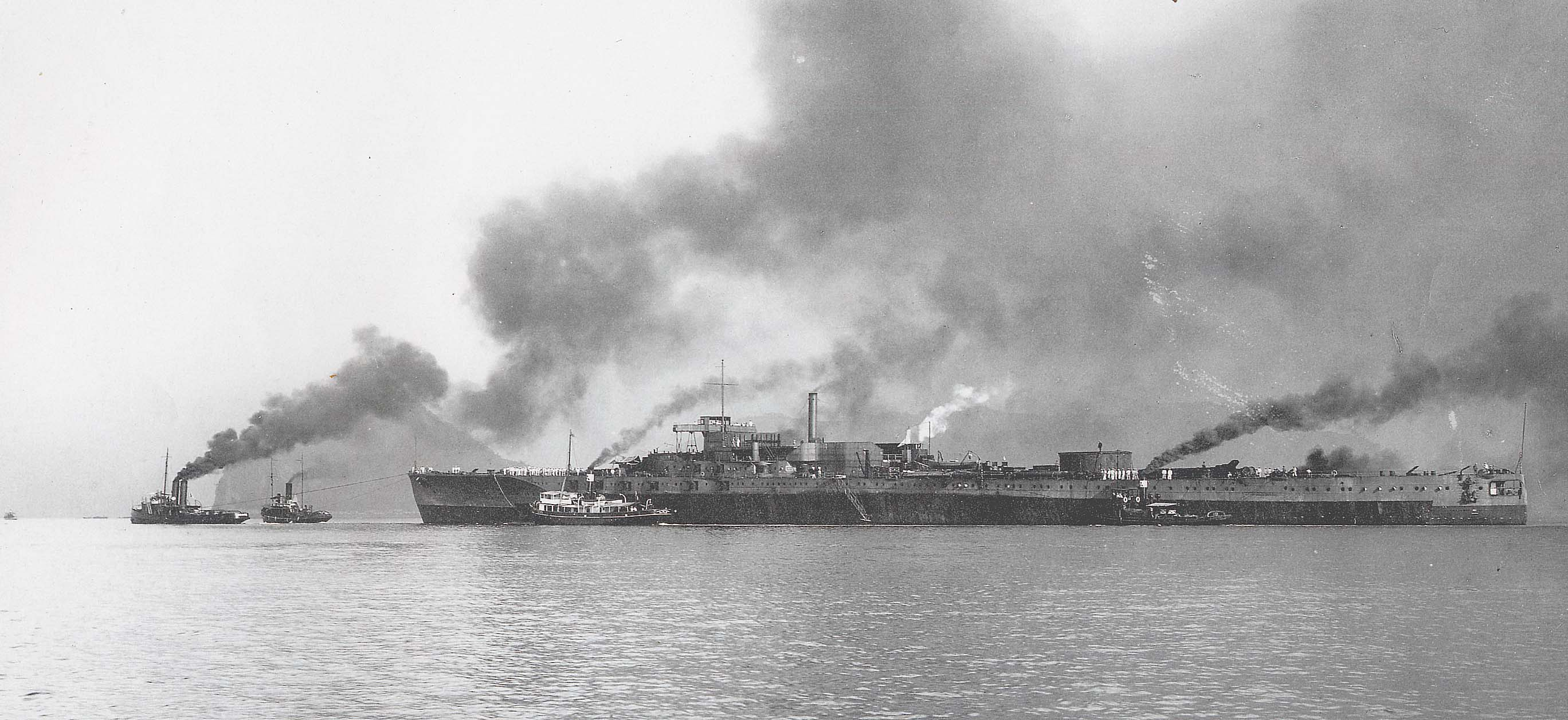
Die Tosa wird am 22. August 1922 aus dem Hafen von Nagasaki geschleppt

Der Entschluss, eine weitere Klasse von Schlachtschiffen auf Kiel zu legen, entsprang dem sogenannten „8-8-Plan“ der Marine, der das Ziel hatte, eine Flotte von acht Schlachtschiffen und acht Schlachtkreuzern im aktiven Dienst zu haben. Vier Schlachtschiffe waren bereits vorhanden und zwei weitere im Bau, als die Planungen zur Tosa-Klasse begannen.
Mit geringem zeitlichem Abstand zur vorangegangenen Klasse und vom selben Entwicklerteam geplant, unterschied sich die Tosa-Klasse nicht sonderlich von der Nagato-Klasse. Der augenfälligste Unterschied war ein zusätzlicher Geschützturm für die Hauptartillerie, während Panzerungskonzept und Antriebsanlagen der Vorgängerklasse weitgehend beibehalten wurden.

### Washingtoner Flottenkonferenz
Die Ergebnisse der Flottenkonferenz von Washington vom November 1921 bis Februar 1922 drehten sich im Wesentlichen um die Idee, die Flotten der Marinen der beteiligten Mächte auf dem Bestand von Schiffen einzufrieren, der zu Beginn der Konferenz im aktiven Dienst stand. Deshalb ging an Japan die Forderung, das Schlachtschiff Mutsu und die beiden Schiffe der Tosa-Klasse zu verschrotten. Die Arbeiten an den übrigen Einheiten, wie den Schlachtkreuzern der Amagi- und den Schlachtschiffen der Kii-Klasse, sollten abgebrochen, beziehungsweise gar nicht begonnen werden.
Während die Mutsu in zähen Verhandlungen gerettet werden konnte und die Amagi-Klasse, unter der Auflage, beide Schiffe zu Flugzeugträgern umzubauen, behalten werden durfte, musste die Tosa-Klasse abgewrackt werden.

## Schiffe der Tosa-Klasse

### Tosa
Die Tosa wurde im Februar 1920 von der Mitsubishiwerft in Nagasaki auf Kiel gelegt und lief im Dezember 1921 vom Stapel. Nachdem der politische Baustopp im Februar 1922 verhängt wurde, stoppte man ihre Fertigstellung. Teile der Ausrüstung, etwa die Türme, gingen an andere Schiffe. Nach langwierigen Vorbereitungen wurde der Rumpf der Tosa einer Reihe von wissenschaftlichen Beschussversuchen unterzogen, bei denen verschiedene Torpedo- und Minensprengköpfe an dem Schiff getestet wurden. Auf Basis der Ergebnisse wurden Schlachtschiffe und -kreuzer der Marine umgebaut, um ihren Panzerschutz zu optimieren. Auch das Panzerungskonzept der Superschlachtschiffe der Yamato-Klasse stützte sich auf die gesammelten Erfahrungen dieser Tests. Die verschlissene Hulk wurde 1925 in der Wasserstraße zwischen Kyūshū und Shikoku versenkt.

### Kaga
Die Kaga wurde im Juli 1920 von der Kawasakiwerft in Kōbe auf Kiel gelegt und lief im November 1921 vom Stapel. Nach dem Baustopp im Februar 1922 wurde sie aus der Ausrüstung abgezogen, um abgewrackt zu werden. Da einer der Schlachtkreuzer der Amagi-Klasse, die zu Flugzeugträgern umgebaut werden sollten, bei einem Erdbeben 1923 schwer beschädigt wurde, nahm die Kaga dessen Platz ein und ging zum Umbau zurück in die Werft. Sie avancierte zu einer der Schlüsseleinheiten der japanischen Flugzeugträgerflotte, und ihre Flugzeuge nahmen im Dezember 1941 am Angriff auf Pearl Harbor teil. Nach zahlreichen Einsätzen im Pazifikkrieg wurde sie schließlich am 4. Juni 1942 bei der Schlacht um Midway von amerikanischen Trägerflugzeugen angegriffen und in der Folge durch Brände und Sekundärexplosionen so schwer beschädigt, dass sie aufgegeben werden musste.

## Technische Beschreibung

### Rumpf
Der Rumpf eines Schlachtschiffes der Tosa-Klasse, unterteilt in wasserdichte Abteilungen, sollte über alles 234,11 Meter lang, 30,48 Meter breit und hätte bei einer geplanten Einsatzverdrängung von 44.909 Tonnen einen Tiefgang von 9,42 Metern gehabt.

### Panzerung

#### Struktureller Schutz
Die Tosa-Klasse erhielt ein integriertes, strukturelles Schutzsystem ohne zusätzliche Torpedowülste. Das System ähnelte dem ursprünglich bei der Vorgängerklasse verwendeten Konzept: Eine äußere Hülle, aus vergleichsweise dünnem Stahl, ein Expansionsraum mit Tanks, die Luft oder Treibstoff enthielten, ein 75 Millimeter starkes Torpedoschott und dahinter eine weitere Lage mit Tanks, die durch ein abschließendes Längsschott von den Maschinenräumen und Magazinen getrennt waren.
Um die Wirkung von Splittern und Druckwellen, die bei Explosionen am Unterwasserrumpf entstehen konnten, zu minimieren, wurde mittschiffs, auf Höhe der Maschinenräume, der strukturelle Schutz durch Knautschrohre verstärkt, mit denen man einige der Abteilungen vor dem Torpedoschott füllte. Knautschrohre erlaubten es, die Dicke der nachfolgenden Panzerung, ohne eine Verminderung der Schutzwirkung, in diesen Bereichen um bis zu 30 Prozent zu reduzieren.

#### Panzerschutz
Der vertikale Gürtelpanzer der Tosa-Klasse war an seiner stärksten Stelle 280 Millimeter dick. Anders als bei der Vorgängerklasse, bei der er vertikal verbaut war, neigte er sich hier vom Oberdeck um rund 15 Grad nach innen und reichte etwa bis zur Oberkante des Torpedoschotts.
Der horizontale Schutz bestand aus einem 100 Millimeter starken Panzerdeck und einem rund 38 Millimeter starken Zwischendeck.
Die Barbetten, also die zylindrischen Strukturen unterhalb der Türme, durch die die Munition transportiert wurde, waren durchgehend bis zum Panzerdeck mit bis zu 230 Millimeter Panzerstahl geschützt, der an einigen Stellen bis auf 300 Millimeter Dicke aufwuchs.
Der Gefechtsstand, also die kleine Befehlszentrale im Brückenturm, unmittelbar hinter Turm „B“, von der im Notfall die wichtigsten Schiffssysteme gesteuert werden konnten, sollte einen Schutz von 360 Millimeter Stahl erhalten.

### Antrieb
Der Antrieb sollte durch zwölf Dampferzeuger – Kampon-Kesseln des Yarrow-Typs – und vier Getriebeturbinensätze erfolgen, mit denen eine Leistung von 91.000 PS (66.930 kW) erreicht werden sollte. Diese hätten ihre Leistung an vier Wellen mit je einer dreiflügligen Schraube abgegeben. Die Höchstgeschwindigkeit hätte 26,5 Knoten (49 km/h) betragen.

### Bewaffnung

#### Schwere Artillerie
Als schwere Artillerie sollten zehn 41-cm-Seezielgeschütze Typ 3 in Kaliberlänge 45 verbaut werden, die in fünf Zwillingsgeschütztürmen entlang der Schiffsmittellinie aufgestellt werden sollten. Dabei wäre Turm „B“ und Turm „D“ überhöht positioniert worden, während der zusätzliche Turm „C“ auf dem Wetterdeck aufsaß und dementsprechend, nach vorn durch die Aufbauten und nach achtern durch die Barbette von Turm „D“, ein eingeschränktes Schussfeld besaß.
Das verwendete Geschütz hatte eine Feuerrate von 1,5 bis 2,5 Schuss die Minute und eine Lebensdauer von rund 250 Schuss. Es konnte eine 1.000 kg schwere Granate bis zu 38 Kilometer weit schießen. Der verwendete Turm hatte eine Seitenrichtgeschwindigkeit von 3° pro Sekunde, eine Höhenrichtgeschwindigkeit von 5° pro Sekunde und einen Höhenrichtbereich von −3° bis +35°. Die Panzerung hätte an der Front 460 mm, an den Seiten 280 mm, am Rücken 190 mm und auf dem Dach 230 bis 250 mm betragen.

#### Mittelartillerie
Als Mittelartillerie sollten zwanzig 14-cm-Seezielgeschütze Typ 3 mit Kaliberlänge 50 in Kasematten verbaut werden. Dieses 1916 eingeführte Geschütz hatte eine Feuerrate von 6 bis 10 Schuss die Minute und eine Lebensdauer von 800 Schuss. Wie bei der vorangegangenen Nagato-Klasse sollten zehn Geschütze an jeder Schiffsseite auf zwei Decks verteilt werden. Während der Einbau von sechs Geschützen im obersten Deck des Rumpfes vorgesehen war, sollten vier weitere in dem darüber liegenden Aufbau montiert werden.

#### Flugabwehrbewaffnung
Zur Flugabwehr waren vier 7,62-cm-Geschütze Typ 3 vorgesehen, die in offenen Lafetten an Deck aufgestellt werden sollten.

#### Torpedobewaffnung
Es war vorgesehen acht Unterwassertorpedorohre des Kalibers 61-cm für Torpedos des Typ 8 zu verbauen. Je zwei Rohre beidseitig im Vorschiff – unmittelbar vor Turm „A“ – und im Achterschiff – unmittelbar hinter Turm „E“. Die Torpedoräume hätten dabei ein Deck oberhalb der Wasserlinie, das Torpedolager ein Deck tiefer befunden. Die Grundidee dieser Räume war, dass die Schlachtschiffe in lange andauernde Gefechte mit anderen Großkampfschiffen verwickelt werden konnten, bei denen beide Kontrahenten längere Zeit auf parallelen Kursen liefen, so dass sich die Möglichkeit ergeben hätte, den Gegner auch mit Torpedos zu beschießen.